# Dragonheads
Dragonheads är det finländska folk/melodisk death metal-bandet Ensiferums första EP, utgiven i februari 2006 på Spinefarm Records och i Japan på Universal Music i maj samma år.
Det var bandets första musiksläpp med de nya medlemmarna Petri Lindroos, Sami Hinkka och Janne Parviainen.

## Låtlista
1. "Dragonheads" – 5:21
2. "Warrior's Quest" – 4:53
3. "Kalevala Melody" (instrumental) – 1:47
4. "White Storm" – 4:56
5. "Into Hiding" (Amorphis-cover) – 3:49
6. "Finnish Medley" – 5:09

## Medverkande
Musiker
- Petri Lindroos – growl, gitarr
- Markus Toivonen – gitarr, sång
- Sami Hinkka - basgitarr, sång, bakgrundssång
- Meiju Enho - keyboard
- Janne Parviainen – trummor

Bidragande musiker
- Frostheim - kantele
- Kaisa Saari - blockflöjt, sång
- Vesa Vigman - mandolin

Produktion
- Nino Laurenne – mixning
- Mika Jussila – mastering
- Jari Mäenpää – låttexter